# Amber Pacific
Amber Pacific é uma banda de hardcore formada em Seattle, Washington em 2002.
A banda lançou dois álbuns de estúdio, The Possibility and the Promise em 2005 e Truth in Sincerity em 2007, bem como três EP, Fading Days em 2004, Acoustic Sessions em 2006 e Acoustic Connect Sets em 2008.

## História
Ben Harper juntou-se à banda e às gravações do segundo álbum de estúdio, Truth in Sincerity. A gravação iniciou-se a 16 de Outubro de 2006, mas Harper deixou a banda no final do ano. A banda editou o disco a 22 de Maio de 2007, tendo vendido perto de 10 mil unidades na primeira semana e atingiu o nº 62 da Billboard 200. O single editado, Fall Back Into My Life surgiu na banda sonora do filme TMNT.
Recentemente, o vocalista Matt Young deixou a banda, para seguir a carreira de ensino, na esperança de preparar a futura geração para enfrentar os desafios. A banda encontrou um novo vocalista, Jesse Cottam. Jesse era o antigo vocalista da banda canadiana Sevens Angel. Foi anunciado também que o terceiro álbum de estúdio seria editado no início de 2009, mas que não seria sob o selo da Hopeless Records, já que a banda já tinha cumprido o contrato de dois álbuns e um EP, tendo decidido romper contrato com a gravadora.
A 27 de Janeiro de 2009, a banda disponibilizou três novas faixas, com Jesse Cottam como vocalista.
No dia 30 de Maio de 2009, Amber Pacific irá tocar no palco principal no Big Splash, o Dia da Música Cristã em Washington.

## Membros

### Integrantes
- Matt Young - vocal (2002 – 2008, 2011 - presente)
- Will Nutter - guitarra, vocal de apoio, teclados (2002 – presente)
- Josh Cellan/Dango - bateria (2004 – presente)
- Justin Westcott – guitarra rítmica (2002 – 2006, 2014 - presente)

### Ex-integrantes
- Jesse Cottam - vocal (2008 – 2011)
- Davy Rispoli – guitarra rítmica (2008 – 2011)

- Greg Strong - baixo (2003 – 2011)
- Rick Hanson - guitarra rítmica, (2007)
- Ben Harper - guitarra rítmica (2006)
- Tyler Peerson - baixo (2002 – 2003)
- Jeremy Gibbons - baixo, (2014)
- Blake Evans - bateria (2002 – 2004)

## Discografia

### Álbuns de estúdio
- The Possibility and the Promise (2005)
- Truth in Sincerity (2007)
- Virtues (2010)
- The Turn (2014)

### EPs
- Fading Days (2004)
- Acoustic Sessions (2006)
- Acoustic Connect Sets (2008)
- Amber Pacific (2009)

## Compilações
- Vans Warped Tour 2004 (Disco 2, Faixa 24 - Thoughts Before Me)
- Vans Warped Tour 2005 (Disco 1, Faixa 14 - "Gone So Young")
- Vans Warped Tour 2007 (Disco 1, Track 13 - "Summer (In B)")
- Punk Goes 80s (Faixa 15 - "Video Killed The Radio Star")
- Hopelessly Devoted to You Vol. 5 (Disco 1, Faixa 2 - "Always You"; Faixa 10 - "Leaving What You Wanted")
- Hopelessly Devoted to You Vol. 6 (Disco 1, Faixa 1 - "Gone So Young"; Faixa 14 - "Poetically Pathetic" (Acústico); Disco 2, Faixa 21 -"Always You")
- Take Action! Volume 5 (Disco 1, Faixa 7 - "Poetically Pathetic")